# Vladimir Vikulov
Vladimir Ivanovich Vikulov (20 de julio de 1946 - 9 de agosto de 2013) fue un jugador de hockey sobre hielo que jugó en la liga de hockey Soviética.
Nació en Moscú, por entonces capital de la Unión Soviética, y jugó para el HC CSKA Moscow. 
Vikulov lideró la liga soviética en goles entre 1971 a 72, y fue el máximo goleador en el Campeonato Mundial de Hockey sobre Hielo del mismo año. Fue una de las grandes estrellas soviéticas en 1970, 1971 y 1972, y una de las estrellas en el campeonato mundial de 1971 y 1972. Vikulov empató segundo en anotaciones en los Juegos Olímpicos de Invierno de 1968 con 12 puntos en 7 partidos. Jugó en las Summit Series de 1972 contra las grandes estrellas del NHL y la Summit Series de 1974 contra las grandes estrellas del WHA. Lo indusieron al Salón de la Fama del Hockey ruso y soviético en 1967.